# 국제공항

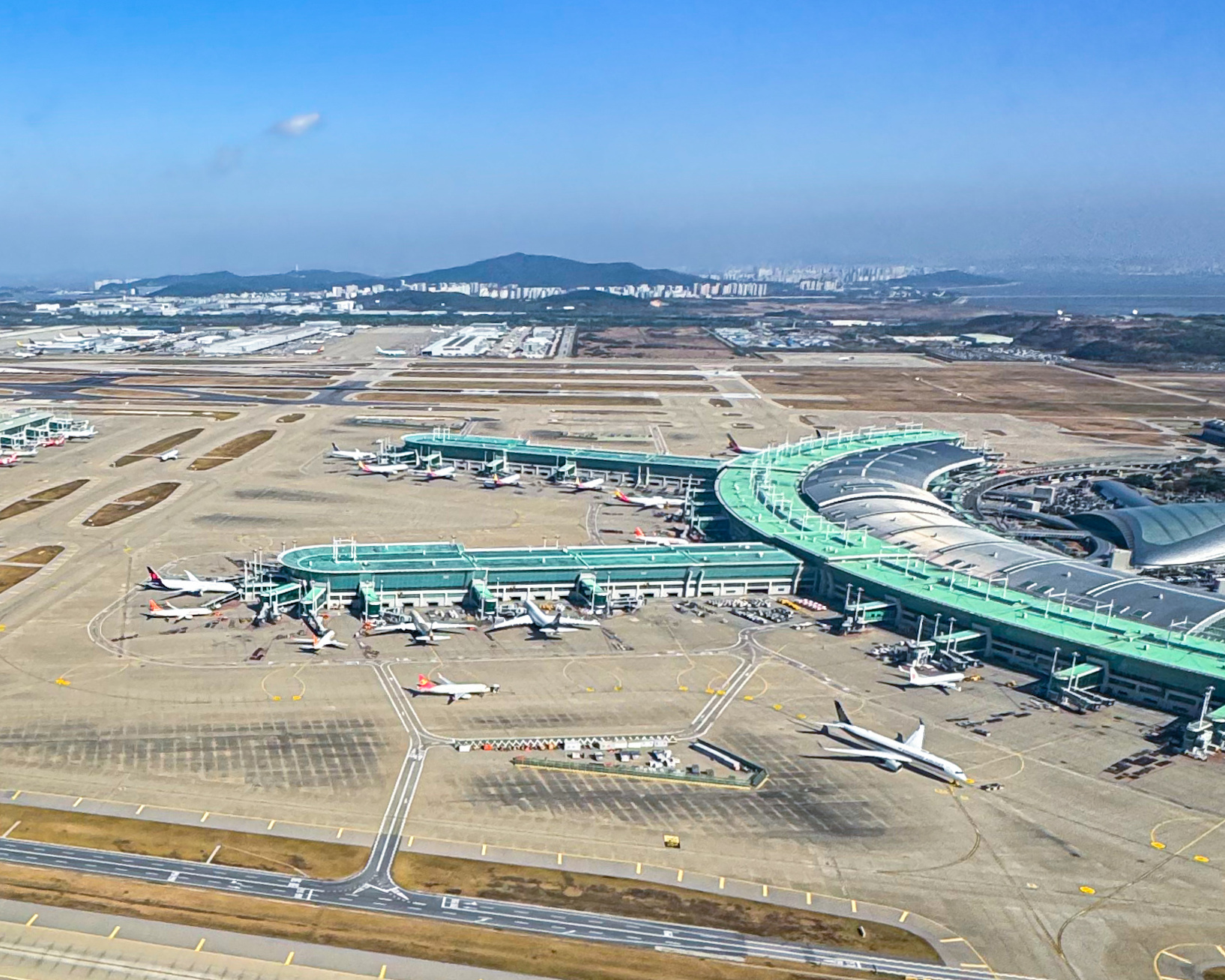
인천국제공항

국제공항(國際空港, 영어: internatioanl airport)은 세관과 출입국관리 시설을 갖추고 서로 다른 국가들을 연결, 자유롭게 여행할 수 있게 하는 공항이다.

## 특징
국제공항은 국제선 항공기가 타국과의 입출항을 지원할 수 있도록 일반공항의 기능 외에도 CIQ를 위한 시설과 기능이 추가되어야 한다. CIQ란 Customs(세관), Immigration(출입국관리), Quarantine(검역) 등의 앞글자를 따온 단어다.

## 역사
1919년 8월 잉글랜드 런던의 Hounslow Heath Aerodrome이 상업용 예약제 국제 서비스를 운영한 최초의 공항이다. 이 공항은 1920년 3월 크로이던 공항이 대신하면서 폐쇄되었다. 미국에서는 1928년 설립된 애리조나주의 비스비-더글러스 국제공항이 미국 최초의 국제공항이 되었다.

## 같이 보기
- 국제공항 목록
- 국내공항